# Pancho Magalona
Enrique "Pancho" Gayoso Magalona, Jr (22 de enero de 1922, Negros Occidental – † 7 de abril de 1998), conocido artísticamente como Pancho Magalona, fue un actor filipino muy famoso en la década de los 40 y 70. Además, fue padre del rapero ya fallecido Francis Magalona.

## Biografía
Enrique Gayoso Magalona, Jr. era hijo del senador filipino Enrique B. Magalona, Sr.

## Carrera
Pancho y su esposa, la actriz Tita Durán, participaron en numerosas películas, además de formar el equipo más popular en películas de amor en los años 40. Sus hermanos eran Susan M. Contreras, Vicky, Víctor (casado con Ma Angeles.), Henry, Popeye "Pye", Malot, Maricar M. Martínez y Martín. También fue coprotagonista en algunas películas de Hollywood que fueron difundidas en Filipinas, como The Hook (con Kirk Douglas) y Merrill's Marauders o Merodeadores de Merrill (con Jeff Chandler).

## Muerte
Víctima de enfisema durante un año, falleció en abril de 1998 en un Centro Médico de Pulmón en Filipinas.

## Filmografía

### Películas
- Simpatika (1949)
- Milagro ng Birhen ng mga Rosas (1949)
- Huwag ka ng Magtampo (1949)
- Always kay Ganda Mo (1949)
- Ang Doktora (1949)
- Apoy sa Langit (1949)
- Huling Patak ng Dugo (1950)
- Teksas, ang Manok na Nagsasalita (1952), también conocida como Texas (en inglés).
- Sabas, ang Barbaro (1952)
- Kasaysayan ni Rudy Concepción (1952), como Rudy Concepción.
- Barbaro (1952)
- Lihim ng Kumpisalan (1952)
- Basahang Ginto (1952)
- Ang Ating Pag-ibig (1953)
- Sa Isang Sulyap mo Tita (1953), como Pancho
- Sa Isang Halik mo Pancho (1954), como Pancho
- Milyonarya at Hampaslupa (1954)
- Menor de Edad (1954)
- Waldas (1955)
- Sa Dulo ng Landas (1955)
- Lola Sinderella (1955)
- Hanggang sa Dulo ng Daigdig (1958)
- Cry Freedom (1959), como Marking
- Navy Blues (1960)
- Emily (1960)
- El Filibusterismo (1962) as Simoun
- Merrill's Marauders (1962) as Taggy
- The Hook (1963) as Kim a.k.a. The Gook
- Isinusumpa Ko! (1963)
- Cavalry Command (1963), también conocida como The Day of the Trumpet (en inglés); tuvo el papel de Captain Magno Maxalla.
- Pancho Loves Tita (1964) (serie de televisión), como Pancho
- Moro Witch Doctor (1964), como Martin Gonzaga
- Surabaya Conspiracy (1969), también conocida como The Gold Seekers (en inglés); tuvo el papel de Captain Haryan .
- Pipo (1970), también conocida como A Time for Dying (en inglés).

## Parentescos
Fue hermano de Ester Megalona.
Tuvo nueve hijos con Tita Durán. 
Fue hijo del difunto senador Enrique Megalona.